# 기타아이키촌
기타아이키촌(일본어: 北相木村)은 일본 나가노현 미나미사쿠군의 촌이다.

## 역사
- 1565년 - 시나노국 사쿠군 아이키촌이 남북으로 분리되어 시나노국 사쿠군 기타아이키촌이 되었다.
- 1871년 11월 - 폐번치현으로 나가노현 사쿠군 기타아이키촌이 되었다.
- 1879년 1월 14일 - 미나미사쿠군 성립으로 나가노현 미나미사쿠군 기타아이키촌이 되었다.

## 인구
| 연도 | 인구  | ±%     |
| ---- | ----- | ------ |
| 1940 | 1,871 | —      |
| 1950 | 2,262 | +20.9% |
| 1960 | 2,104 | −7.0%  |
| 1970 | 1,787 | −15.1% |
| 1980 | 1,299 | −27.3% |
| 1990 | 1,194 | −8.1%  |
| 2000 | 1,025 | −14.2% |
| 2010 | 843   | −17.8% |